# فلیسطی‌ها

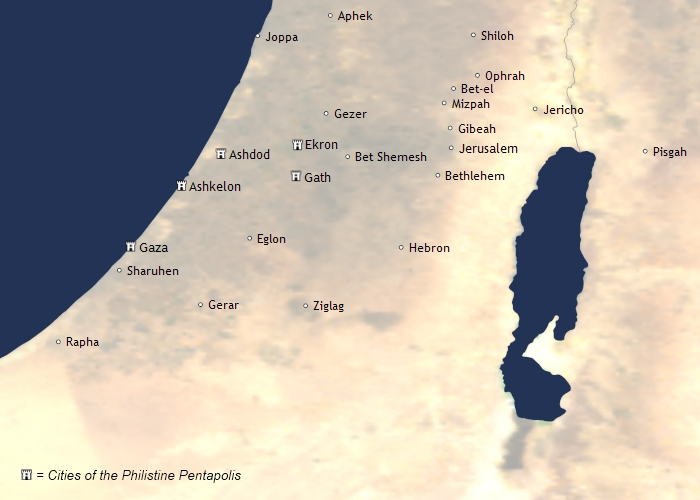
نقشه‌ای از پنج شهر فلیسطیه: غزه، اشدود، اشکلون، اکرون و جت.

فلیسطی‌ها (به عبری: פלשתים، تلفظ: پلیشتیم؛ به مصری: 𓊪𓏲𓂋𓏤𓏤𓐠𓍘𓇋𓍑، تلفظ: پلشتو؛ به یونانی کوینه: Φυλιστιείμ، تلفظ: پالاییستیم) قومی باستانی بودند که در سواحل جنوبی کنعان در طول دوره عصر آهن زندگی می‌کردند. فلیسطی‌ها به عنوان یک گروه مهاجر از تمدن اژه سرچشمه گرفتند که در حدود ۱۱۷۵ قبل از میلاد در کنعان در طی فروپاشی اواخر عصر برنز ساکن شدند. به زیستگاه این قوم فلیسطیه گفته می‌شد. با گذشت زمان، آنها به تدریج عناصر جوامع بومی سامی شام را با حفظ فرهنگ منحصر به فرد خود جذب کردند. در سال ۶۰۴ قبل از میلاد، حکومت فلیسطی‌ها پس از اینکه قرن‌ها تحت انقیاد امپراتوری آشوری نو (۹۱۱–۶۰۵ قبل از میلاد) بود، سرانجام توسط نبوکدنصر دوم، پادشاه امپراتوری بابل نو نابود شد. فلیسطی‌ها پس از تبدیل شدن به بخشی از امپراتوری بابل نو و پس از آن امپراتوری ایران، هویت قومی متمایز خود را از دست دادند و تا اواخر قرن پنجم قبل از میلاد به عنوان یک قوم از اسناد تاریخی و باستان‌شناسی ناپدید شدند.
فلیسطی‌ها در تَنَخ، مجموعهٔ متون مقدس یهودیان، به دلیل درگیری با مردم کنعانی منطقه، به ویژه اسرائیلیان، شناخته شده‌اند. اگرچه تنخ منبع اصلی اطلاعات در مورد فلیسطی‌ها است، اما برای اولین بار آنها در نقش برجسته ای در معبد رامسس سوم در هابو که در آن پلشتو (به مصری: 𓊪𓏲𓂋𓏤𓏤𓐠𓍘𓇋𓍑) نامیده شده‌اند، در اسناد تاریخی ظاهر شده‌اند. آن‌ها همچنین فرهنگ مادی متمایزی را به یادگار گذاشتند.

## ریشه نام فلیسطی ها
اصطلاح انگلیسی Philistine (فلیسطی ها) از زبان فرانسوی قدیم Philistin، از لاتین کلاسیک Philistinus، از یونانی متأخر Philistinoi، از یونانی کوینه Φυλιστιειμ (Philistiim)، و در نهایت از عبری פְּלִשְׁתִּי (Pəlištī) (جمع: פְּלִשְׁתִּים Pəlištīm) گرفته شده است که به معنای "مردم سرزمین پِلِشِت (פְּלֶשֶׁת)" می‌باشد. این نام همچنین هم‌ریشه‌هایی در زبان اکدی (Palastu) و مصری (Palusata) دارد. نام بومی که خود فلیسطی ها برای خود به کار می‌بردند (اندونیم)، ناشناخته است. با فلسطینی‌ها (Palestinians) اشتباه گرفته نشود.

## تاریخچه

نقشهٔ پادشاهی‌های اسرائیل، یهودا، پنج‌شهر فلیسطی ها و پادشاهی‌های پیرامونی.

در دوران فروپاشی عصر برنزِ متأخر، یک اتحاد ظاهری از دریانوردان که به نام اقوام دریایی (Sea Peoples) شناخته می‌شوند، طبق منابع تاریخی به مصر باستان و دیگر تمدن‌های شرق مدیترانه حمله کردند. منشأ دقیق این اقوام نامشخص و احتمالاً متنوع است، اما به‌طور کلی توافق وجود دارد که آن‌ها از نواحی جنوب اروپا و غرب آسیا، از جمله آسیای صغیر غربی، دریای اژه و جزایر شرق مدیترانه آمده بودند.
مصر به‌ویژه توانست حملات متعددی از سوی این اقوام را دفع کند؛ از جمله مشهورترین آن‌ها نبرد دلتای نیل در حدود سال ۱۱۷۵ پیش از میلاد بود که در آن، فرعون رامسس سوم نیروی مهاجمی عظیم را شکست داد؛ نیرویی که پیش از آن شهرهایی چون حتوشا، کَرکِمیش، قبرس و شام جنوبی را غارت کرده بود.
منابع مصری یکی از اقوام دریایی را pwrꜣsꜣtj نامیده‌اند که معمولاً به صورت Peleset یا Pulasti آوانویسی می‌شود. بر اساس کتیبه‌ای در معبد تدفینی رامسس سوم در مدینت هابو و همچنین پاپیروس بزرگ هریس، گفته شده که او پس از شکست این اقوام، تعدادی از آن‌ها را در جنوب کنعان (سرزمین‌های اسرائیل امروزی) اسکان داد.
هرچند شواهد باستان‌شناسی نتوانسته‌اند وجود چنین سکونت‌گاهی در آن زمان را به‌طور قطعی تأیید کنند، اما ترکیب این روایت تاریخی با نام Peleset/Pulasti و فرضیه منشأ اژه‌ای آن‌ها، بسیاری از پژوهشگران را بر آن داشته است که pwrꜣsꜣtj را با فلیسطی ها (Philistines) یکی بدانند.
آثار باستانی منسوب به فلیسطی ها (Philistines) معمولاً از قرن دوازدهم پیش از میلاد در سرزمین کنعان ظاهر می‌شوند. سفالینه‌های فلیسطی در مناطقی بسیار فراتر از قلمرو اصلی آینده‌ی فلسطیه (Philistia) کشف شده‌اند، از جمله در بیشتر محوطه‌های دوره آهن I در دشت یزرعیل.

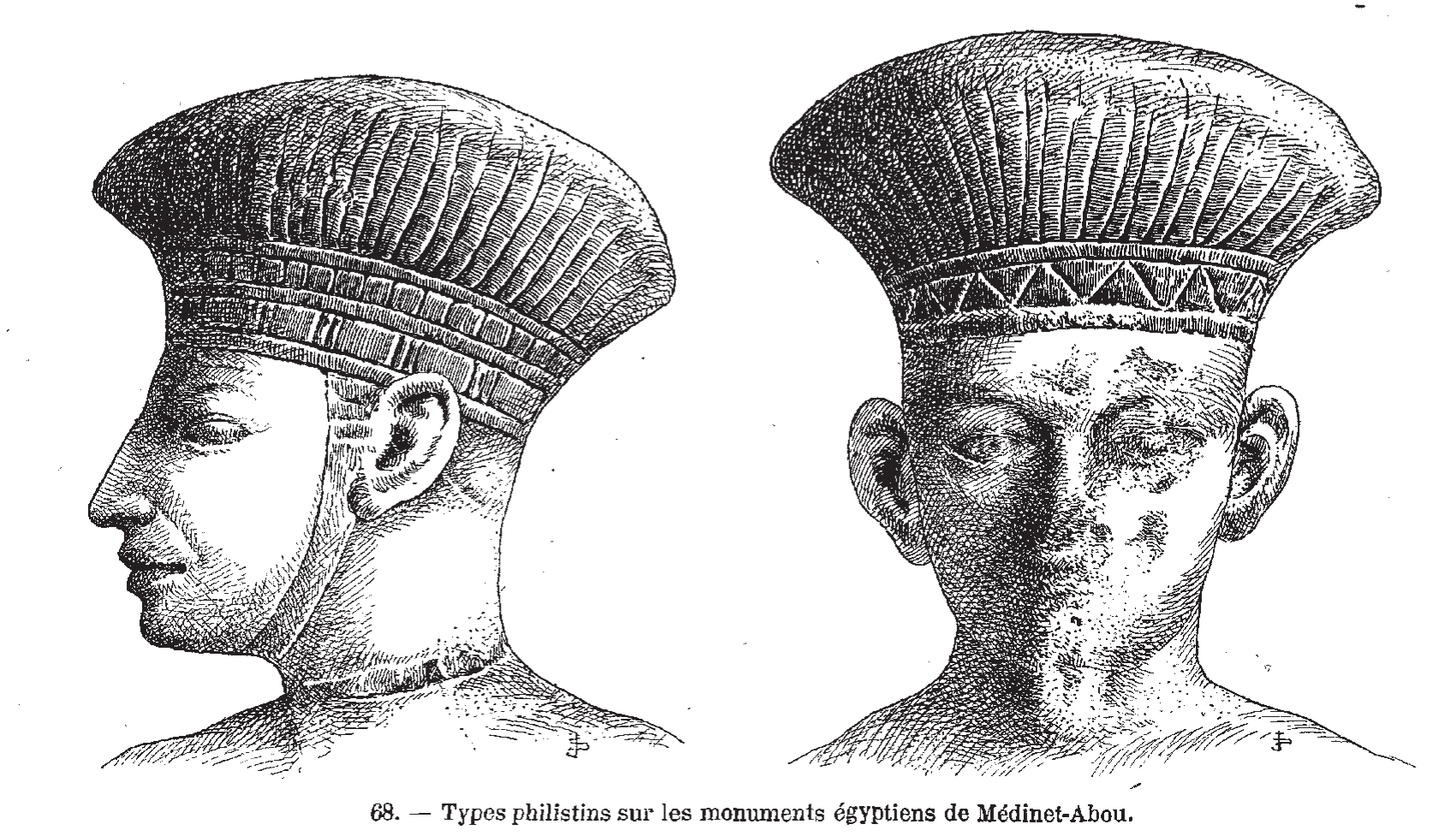
نقش‌خطی از نقش‌مایه‌های فلیسطی ها بر یادمان‌های مصری مدینت هابو

با این حال، از آنجا که مقدار این یافته‌های سفالی در این مناطق اندک است، فرض بر این است که حضور فلیسطی ها در این نواحی چندان قوی نبوده و احتمالاً آنان اقلیتی بوده‌اند که تا قرن دهم پیش از میلاد در جمعیت بومی کنعانی جذب و همگون شده‌اند.
شواهد اندکی وجود دارد که نشان دهد اقوام دریایی (Sea Peoples) با توسل به زور وارد جنوب شام (Levante جنوبی) شده باشند؛ شهرهایی که بعدها هسته اصلی قلمرو فلیسطی ها را تشکیل دادند، مانند اشدود، اشکلون، گَت، و عِقرون، تقریباً هیچ نشانه‌ای از یک رویداد مداخله‌گرانه همراه با تخریب و ویرانی ندارند.  همین موضوع در مورد افق (Aphek) نیز صدق می‌کند؛ جایی که یک پادگان مصری در پایان قرن سیزدهم پیش از میلاد احتمالاً در جریان جنگی نابود شد، و پس از آن یک دوره کنعانی محلی آغاز شد که در نهایت با ورود آرام سفالینه‌های فلیسطی دنبال شد.  نبود شواهدی از تخریب توسط اقوام دریایی در جنوب شام نباید تعجب‌برانگیز باشد، چرا که در هیچ متنی از دوران باستان شام (کنعان) به‌عنوان هدف حمله یا ویرانی از سوی اقوام دریایی ذکر نشده است.  سایت‌های باستانی دیگری مانند تل کیسَن، عکّا، تل ابو حوّام، تل دور، تل مفورک، تل زرور، تل میخال، تل گریسا و تل بطش نیز هیچ‌گونه شواهدی از تخریب در حدود سال ۱۲۰۰ پیش از میلاد نشان نمی‌دهند.
در دوره عصر آهن دوم، فلیسطی ها موفق به تشکیل یک دولت قومی شدند که مرکز آن پیرامون یک پنتاپولیس (اتحاد پنج‌شهری) شامل غزه، اشدود، اشکلون، عِقرون و گَت قرار داشت.  صرف‌نظر از این‌که تاریخ‌نگاران تا چه حد روایت‌های سنتی کتب مقدس عبری را تاریخی می‌دانند، نویسندگان این متون مجموعه‌ای از درگیری‌ها میان فلیسطی ها و بنی‌اسرائیل را در دوران «قضات» توصیف می‌کنند. بر اساس این متون، فلیسطی ها در زمان شائول و پیامبر سموئیل سلطه‌ای بر اسرائیل اعمال می‌کردند و حتی ساخت ابزارهای آهنی جنگی را برای اسرائیلی‌ها ممنوع کرده بودند.  طبق روایات عبری، فلیسطی ها سرانجام توسط داوود شکست خورده و مطیع شدند، اما پس از فروپاشی پادشاهی متحد اسرائیل، دوباره استقلال یافتند؛ از آن پس تنها اشاره‌هایی پراکنده به آن‌ها در متون تاریخی باقی مانده است.  دقت و صحت این روایات موضوع بحث و اختلاف‌نظر میان پژوهشگران است.
به‌نظر می‌رسد که فلیسطی ها تا حدود قرن هشتم پیش از میلاد، به‌طور کلی خودمختاری خود را حفظ کرده بودند. اما در میانه این قرن، تیگلات‌پیلسر سوم، پادشاه امپراتوری آشور نو، به منطقه لشکر کشید و بخش بزرگی از شام که هنوز تحت کنترل آشور نبود — از جمله آرام-دمشق و فنیقیه — را فتح کرد و قلمروهای باقی‌مانده، از جمله فلسطیه را نیز اشغال نمود.  چند دهه بعد، مصر شروع به تحریک همسایگان خود برای شورش علیه سلطه آشور کرد. در سال ۷۲۲ پیش از میلاد، شورشی در اسرائیل توسط سارگون دوم سرکوب شد که به نابودی کامل پادشاهی اسرائیل انجامید. در سال ۷۱۲ پیش از میلاد، فردی فلیسطی به نام یامانی (Iamani) بر تخت اشدود نشست و با کمک مصر، شورش دیگری علیه آشور ترتیب داد که آن نیز شکست خورد. سارگون دوم به فلسطیه حمله کرد، و این منطقه عملاً به قلمرو الحاقی آشور تبدیل شد، گرچه پادشاهان پنج‌شهر — از جمله یامانی — اجازه یافتند به‌عنوان پادشاهان تابع (وسال) در قدرت باقی بمانند.  در سالنامه‌های نظامی خود، سارگون دوم به‌ویژه به فتح شهر گَت در سال ۷۱۱ پیش از میلاد اشاره کرده است. ده سال بعد، مصر بار دیگر همسایگانش را به شورش علیه آشور تحریک کرد. این‌بار اشکلون، عِقرون، یهودا و صیدون علیه پسر و جانشین سارگون، یعنی سِن‌ناخِریب، شورش کردند.  سِن‌ناخِریب این شورش را سرکوب کرد، مصری‌ها را شکست داد، و بخش زیادی از شهرهای واقع در آرام جنوبی، فنیقیه، فلسطیه و یهودا را ویران ساخت. او حتی وارد صحرای سینای شمالی شد، هرچند نتوانست پایتخت یهودا، یعنی اورشلیم را فتح کند، و در عوض آن را مجبور به پرداخت خراج کرد.  به‌عنوان تنبیه، کشورهایی که شورش کرده بودند، ناچار به پرداخت خراج به آشور شدند. سالنامه‌های سِن‌ناخِریب ذکر می‌کنند که او از پادشاهان اشدود، اشکلون، غزه و عِقرون خراج گرفت، اما هیچ اشاره‌ای به گَت (Gath) نشده است؛ که این ممکن است نشان دهد شهر گَت قبلاً توسط سارگون دوم نابود شده بود.
در سال ۶۰۹ پیش از میلاد، فلیسطی ها تحت سلطه مصر به رهبری نِخو دوم (Necho II) درآمدند. اما در سال ۶۰۴ یا ۶۰۳ پیش از میلاد، پس از شورشی از سوی فلسطینی‌ها، نَبُوخَذنَصَر دوم، پادشاه بابل، منطقه را تصرف کرد و شهرهای اشکلون، غزه، افق و عِقرون را ویران ساخت — امری که شواهد باستان‌شناسی و منابع هم‌زمان آن را تأیید می‌کنند.  برخی از پادشاهان فلیسطی ها از مصری‌ها تقاضای کمک کردند، اما نادیده گرفته شدند. پس از ویرانی این شهرها، جمعیت فلیسطی ها یا کشته شدند یا به میان‌رودان (بین‌النهرین) تبعید گشتند.  تبعیدیان برای حدود ۱۵۰ سال همچنان خود را با نام‌هایی چون "مردمان غزه" یا "مردمان اشکلون" معرفی می‌کردند، اما در نهایت هویت قومی متمایز خود را از دست دادند.
فهرست‌های جیره‌بندی بابِلی که به اوایل قرن ششم پیش از میلاد بازمی‌گردند و در آن‌ها از فرزندان آقا (Aga) — آخرین پادشاه اشکلون — یاد شده است، سرنخ‌هایی درباره سرنوشت نهایی فلیسطی ها ارائه می‌دهند. این شواهد با اسناد مربوط به نیمه دوم قرن پنجم پیش از میلاد که در بایگانی مورا‌سو (Murasu Archive) در شهر نیپور کشف شده‌اند، روشن‌تر می‌شوند.  این اسناد به افرادی اشاره دارند که با شهرهایی چون غزه و اشکلون مرتبط بوده‌اند و نشان می‌دهند که فلیسطی های تبعیدی در بابِل تا مدتی هویت قومی خود را حفظ کرده بودند.  این موارد، آخرین اشاره‌های تاریخی شناخته‌شده به فلیسطی ها به شمار می‌روند و پایان حضور آن‌ها در متون تاریخی را رقم می‌زنند.
در دوران حکومت هخامنشیان (دوره‌ی پارسی)، منطقه‌ی فلسطیه (Philistia) بار دیگر مورد اسکان مجدد قرار گرفت و ساکنان جدید آن به‌عنوان فنیقی‌ها (Phoenicians) شناخته می‌شدند، هرچند شواهد اندکی مبنی بر تداوم سنت‌های دوره عصر آهن در این منطقه وجود دارد.  گزارش‌هایی وجود دارد مبنی بر این‌که شهروندان اشدود زبان خود را حفظ کرده بودند، اما احتمالاً این زبان، لهجه‌ای از آرامی بوده است.

## در روایات کتب مقدس یهود

### منشأ فلیسطی ها
در کتاب پیدایش (سِفر پیدایش)، فصل ۱۰ آیات ۱۳–۱۴، که مربوط به جدول اقوام (Table of Nations) است، در مورد نسل‌های مصریم (Mizraim) چنین آمده است: «مصریم، لوُدیم، آنامیم، لحَبیِم، نفتوحیم، فتروسیم، کسلوحیم و کَفتوریم را آورد، که فلیسطی ها از آن‌ها پدید آمدند.»  در میان مفسران درباره این‌که آیا منظور از این آیه این است که فلیسطی ها از نسل "کَفتوریم" (Caphtorim) هستند یا از "کسلوحیم" (Casluhim)، اختلاف نظر وجود دارد.  برخی مفسران، از جمله فریدریش شوآلی (Friedrich Schwally)، برنهارد اشتاده (Bernhard Stade) و کورنلیس تیله (Cornelis Tiele)، نظریه‌ای متفاوت مطرح کرده‌اند و منشأی سامی برای فلیسطی ها پیشنهاد داده‌اند، برخلاف دیدگاه سنتی که آنان را با اقوام دریایی یا مهاجران اژه‌ای مرتبط می‌داند.
طبق منابع ربانی (تلمودی و تفاسیر خاخامی)، نام فلیسطی ها (Philistines) به دو گروه متفاوت اشاره دارد: آن‌هایی که گفته می‌شود از نسل کسلوحیم (Casluhim) هستند، با گروهی که در تاریخ‌نگاری تثنوی (Deuteronomistic history) توصیف شده‌اند، متفاوت هستند.  منابع تثنوی، از جمله کتب داوران، سموئیل و پادشاهان، از «پنج سرور فلیسطی ها» سخن می‌گویند که در پنج شهر-دولت در جنوب‌غربی سرزمین شام مستقر بودند: غزه، اشکلون، اشدود، عِقرون، و گَت — از وادی غزه در جنوب تا رود یَرکون در شمال. این توصیف، فلیسطی ها را در یک دوره تاریخی، به‌عنوان یکی از خطرناک‌ترین دشمنان پادشاهی اسرائیل نشان می‌دهد. در ترجمه یونانی عهد عتیق (سبعینیه یا Septuagint)، به جای واژه "فلیسطی ها"، از اصطلاح یونانی ἀλλόφυλοι (allophiloi) استفاده شده که به‌سادگی به معنای "اقوام دیگر" یا "ملت‌های بیگانه" است.
الهی‌دان انگلیسی متیو پول (Matthew Poole) پیشنهاد می‌کند که کسلوحیم (Casluhim) و کفتوریم (Caphtorim) دو قبیله برادر بودند که در یک سرزمین مشترک زندگی می‌کردند. اما به گفته او، کفتوریم، کسلوحیم و نسل فلیسطی آن‌ها را به بردگی گرفتند و این امر باعث شد که آن‌ها به کنعان بگریزند — برداشتی که بر پایه آیه‌ای از کتاب عاموس ۹:۷ است.

### در تورات (اسفار پنج‌گانه)
تورات، فلیسطی ها را یکی از اقوامی که باید از سرزمین کنعان رانده شوند، ذکر نمی‌کند. در پیدایش ۱۵:۱۸–۲۱،نام فلیسطی ها در میان ده قومی که قرار است نسل ابراهیم جایگزین آن‌ها شود، دیده نمی‌شود و همچنین در فهرستی که موسی به قوم اسرائیل ارائه می‌دهد تا اقوامی را که باید فتح کنند بشناسند، نامی از فلیسطی ها نیست — هرچند سرزمینی که فلیسطی ها در آن سکونت داشتند، در محدوده‌ای که بر اساس موقعیت رودخانه‌ها توصیف شده، گنجانده شده است.  در واقع، فلیسطی ها از طریق نیاکان کفتوری خود، اجازه یافتند که سرزمین را از اویّان (Avvites) تصرف کنند. با این حال، کنترل عملی آن‌ها بر کنعان ظاهراً محدود بوده است. در یوشع ۱۳:۳ آمده است که تنها پنج شهر — غزه، اشدود، اشقلون، گَت و عِقرون — تحت سلطه سران فلیسطی ها بوده‌اند. سه مورد از این شهرها بعداً به‌دست عناقیان (Anakim) افتاد، که همین امر موجب شد این شهرها به اهدافی برای فتوحات اسرائیلی‌ها تبدیل شوند، چنان‌که در داوران ۳:۳ و سموئیل دوم  ۲۱:۲۰ نیز مشاهده می‌شود.
خداوند همچنین هنگام خروج بنی‌اسرائیل از مصر، آنان را از مسیر سرزمین فلیسطی ها دور کرد، چنان‌که در خروج ۱۳:۱۷ آمده است.  در پیدایش ۲۱:۲۲–۲۷، ابراهیم با ابی‌ملک، پادشاه فلیسطی ها، و نسل او پیمانی از مهربانی و دوستی می‌بندند.  پسر ابراهیم، اسحاق نیز با پادشاه فلیسطی ها برخورد مشابهی دارد و در فصل ۲۶ با آن‌ها پیمانی می‌بندد.
برخلاف بیشتر گروه‌های قومی دیگر در کتاب مقدس، فلیسطی ها در تورات تقریباً همیشه بدون حرف تعریف (the) ذکر شده‌اند.

### تاریخ‌نگاری تثنیه‌ای
منابع ربانی بیان می‌کنند که فلیسطی ها ذکرشده در کتاب پیدایش با فلیسطی ها موجود در تاریخ‌نگاری تثنیه‌ای (مجموعه کتاب‌هایی از یوشع تا دوم پادشاهان) مردمانی متفاوت بودند.
بر اساس تلمود، حولین ۶۰ب، فلیسطی ها ذکرشده در کتاب پیدایش با قوم عوّی‌ها درآمیخته بودند. این تمایز همچنین توسط نویسندگان ترجمه هفتادی (سپتوآجینت – LXX) نیز رعایت شده است؛ آن‌ها واژه‌ی عبری مربوط به "فلیسطی ها" را در کتاب‌های داوران و سموئیل، به‌جای ترانویسی، ترجمه کردند و از واژه‌ی یونانی کهن ἀλλόφυλοι (allóphylloi) به معنای «بیگانگان» یا «اقوام دیگر» استفاده نمودند.  بر این اساس، رابرت دروز اظهار می‌دارد که واژه‌ی "فلیسطی ها" در زمینه‌ی داستان‌های سامسون، شائول و داوود، به‌سادگی به معنای «غیریهودیانِ ساکن سرزمین موعود» است، نه لزوماً قوم تاریخی خاصی.
داوران ۱۳:۱ بیان می‌کند که فلیسطی ها در زمان سامسون بر بنی‌اسرائیل چیره بودند، و او با آنان جنگید و بیش از هزار نفر را کشت.  بر اساس سموئیل اول  فصل ۵، فلیسطی ها حتی تابوت عهد را به غنیمت گرفتند و آن را برای چندین ماه نزد خود نگه داشتند؛ و در سموئیل اول  فصل ۶، بازگرداندن تابوت "صندوق" به بنی‌اسرائیل در شهر بیت‌شمش توصیف شده است. 
چند متن کتاب مقدس، مانند روایت تابوت "صندوق" عهد و داستان‌هایی که اهمیت گَت را بازتاب می‌دهند، به نظر می‌رسد خاطراتی از دوران پایانی عصر آهن I و آغاز عصر آهن ۲ را به تصویر می‌کشند. این قوم بیش از ۲۵۰ بار ذکر شده‌اند، عمدتاً در تاریخ دوترونومیستی (Deuteronomistic history)، و به‌عنوان یکی از دشمنان اصلی بنی‌اسرائیل به تصویر کشیده شده‌اند، تهدیدی جدی و مکرر که پیش از آنکه توسط داوود سرکوب شوند، با بنی‌اسرائیل درگیر بودند. البته تمام روابط منفی نبوده است؛ چرا که کِرتی‌ها و فِلِتی‌ها، که از تبار فلیسطی ها (Philistines) بودند، به‌عنوان محافظان شخصی و سربازان داوود خدمت می‌کردند.
تهدید آرامی‌ها، آشوری‌ها و بابلی‌ها سرانجام بر اوضاع مسلط شد و خود فلیسطی ها نیز قربانی این گروه‌ها شدند. آن‌ها توسط امپراتوری نو-بابلی و سپس امپراتوری هخامنشی فتح شدند و تا اواخر قرن پنجم پیش از میلاد، به‌عنوان یک گروه قومی متمایز از میان رفتند.

### پیامبران
عاموس در فصل ۱ آیه ۸، فلیسطی ها (یا «ἀλλοφύλοι» در یونانی) را در اشدود و عقرون معرفی می‌کند.  در فصل ۹ آیه ۷، خداوند نقل‌قول می‌شود که همان‌گونه که بنی‌اسرائیل را از مصر بیرون آورد، فلیسطی ها را نیز از کافتور بیرون آورد.  در نسخه یونانی (سبعینی)، به‌جای کافتور، اشاره به آوردن «ἀλλόφυλοι» (بیگانگان/غیریهودیان، که معمولاً به فلیسطی ها تعبیر می‌شود) از کاپادوکیه شده است.
کتاب‌های مقدس یرمیا، حزقیال، عاموس و صفنیا از نابودی فلیسطی ها سخن می‌گویند.  ارمیا ۴۷:۴ فلیسطی ها را بازماندگان کَفتوری‌ها توصیف می‌کند، زیرا کَفتوری‌ها به شکلی اسرارآمیز، چه به‌دست خداوند و چه به‌دست انسان، نابود شدند.

### نبردهای میان بنی‌اسرائیل و فلیسطی ها
در ادامه فهرستی از نبردهایی آورده شده است که در کتاب مقدس به‌عنوان درگیری‌هایی میان بنی‌اسرائیل و فلیسطی ها توصیف شده‌اند: 
- نبرد در شفیله (Shephelah) [۶۶]
- نبرد نخست در افق (Aphek) [۶۷]
- نبرد در ابن‌عزر (Eben-Ezer) [۶۸]
- خلع سلاح موضعی اسرائیل توسط فلسطینیان   پس از برخی موفقیت‌های نظامی، فلسطینیان توانستند رژیمی محدودکننده برای اسرائیلیان اعمال کنند.  در ۱ سموئیل ۱۳:۱۹–۲۱ آمده که هیچ آهنگری در میان اسرائیلیان نبود و آن‌ها مجبور بودند برای تیز کردن ابزارهای کشاورزی و سلاح‌هایشان نزد فلیسطی ها بروند. [۶۹]
- نبرد مخماش (Michmash) [۷۰]
- دره ایله (Elah): نبرد داوود با جالوت [۷۱]
- نبرد کوه جلبوع (Mount Gilboa) [۷۲]

- هزقیا (Hezekiah) فلیسطی ها را شکست می‌دهد [۷۳]

## خاستگاه و منشاء فلیسطی ها
چندین نظریه دربارهٔ منشاء فلیسطی ها ارائه شده است. کتاب مقدس عبری در دو جا ذکر می‌کند که آنها از منطقه جغرافیایی به نام کافتور (احتمالاً کرت/مینوا) آمده‌اند، اگرچه در کتب تاریخی عبری نیز آمده که فلیسطی ها از کاسلوحیم، یکی از هفت پسر پسر دوم حام به نام مصرییم، نزول یافته‌اند. ترجمهٔ هفتادگان فلیسطی ها را به گروه‌های کتاب مقدسی دیگری مانند کافتوری‌ها و کرثی‌ها و پلثی‌ها مرتبط می‌داند که این گروه‌ها به جزیره کرت نسبت داده شده‌اند. این سنت‌ها، در کنار موارد دیگر، منجر به نظریهٔ مدرن مبنی بر منشاء ایجئان فلیسطی ها شده است. در سال ۲۰۱۶، یک قبرستان بزرگ فلیسطی ها نزدیک اشکلون کشف شد که بیش از ۱۵۰ جسد دفن شده در قبرهای بیضی‌شکل داشت. یک مطالعه ژنتیکی در سال ۲۰۱۹ نشان داد که هر سه جمعیت اشکلون بیشتر اجداد خود را از جمعیت‌های سامی‌زبان منطقه شام گرفته‌اند، اما جمعیت دوره آهن اولیه به دلیل آمیختگی ژنتیکی مرتبط با اروپایی‌ها از نظر ژنتیکی متفاوت بوده است؛ این نشان ژنتیکی در جمعیت دوره آهن بعدی دیگر قابل تشخیص نیست. طبق نظر نویسندگان، این آمیختگی احتمالاً ناشی از «جریان ژن از جمعیت ژنتیکی مرتبط با اروپایی‌ها» در گذار از عصر برنز به عصر آهن بوده است که از نظریه مهاجرتی پشتیبانی می‌کند. DNA فلسطینی‌ها شباهت‌هایی با DNA کرت باستان نشان می‌دهد، اما به دلیل محدودیت تعداد ژنوم‌های باستانی در دسترس برای مطالعه، امکان مشخص کردن دقیق محل مهاجرت فلیسطی ها از اروپا به شام وجود ندارد، «با شباهت ۲۰ تا ۶۰ درصدی به DNA اسکلت‌های باستانی کرت و ایبری و همچنین مردم مدرن ساردینیا.»

### توافق پژوهشگران
بیشتر پژوهشگران توافق دارند که فلیسطی ها ریشه یونانی داشتند و آنها از کرت و سایر جزایر اژه یا به طور کلی از منطقه یونان امروزی آمده‌اند. این دیدگاه عمدتاً بر پایه این واقعیت است که باستان‌شناسان هنگام حفاری لایه‌هایی مربوط به دوره فلیسطی ها در دشت‌های ساحلی و مناطق مجاور، شباهت‌هایی در فرهنگ مادی (مجسمه‌ها، سفال‌ها، پایه‌های آتش و غیره) بین فرهنگ اژه-یونانی و فرهنگ فلیسطی ها یافته‌اند که نشان‌دهنده منشاء مشترک است. اقلیت مخالفی نیز وجود دارد که ادعا می‌کند این شباهت‌ها در فرهنگ مادی تنها نتیجه فرایند فرهنگ‌پذیری (اکلچریشن) است، در طول ۵۷۵ سال زندگی فلیسطی ها در میان کنعانیان (فنیقی‌ها)، اسرائیلی‌ها و شاید دیگر اقوام دریانورد.

### «پلست» در نوشته‌های مصری
از سال ۱۸۴۶، پژوهشگران فلیسطی های کتاب مقدس را با نوشته‌های مصری «پلست» مرتبط دانسته‌اند.هر پنج مورد این نوشته‌ها از حدود سال ۱۱۵۰ قبل از میلاد تا حدود سال ۹۰۰ قبل از میلاد ظاهر می‌شوند، درست زمانی که اشاره‌های باستان‌شناسی به کیناخو یا کاآنّا (کنعان) به پایان می‌رسد؛ و از سال ۱۸۷۳ مقایسه‌هایی میان آنها و «پلزگیان»‌های ایجئان انجام شده است. تحقیقات باستان‌شناسی تاکنون نتوانسته است وجود یک سکونتگاه گسترده فلسطینی‌ها در دوره رامسس سوم را تأیید کند.

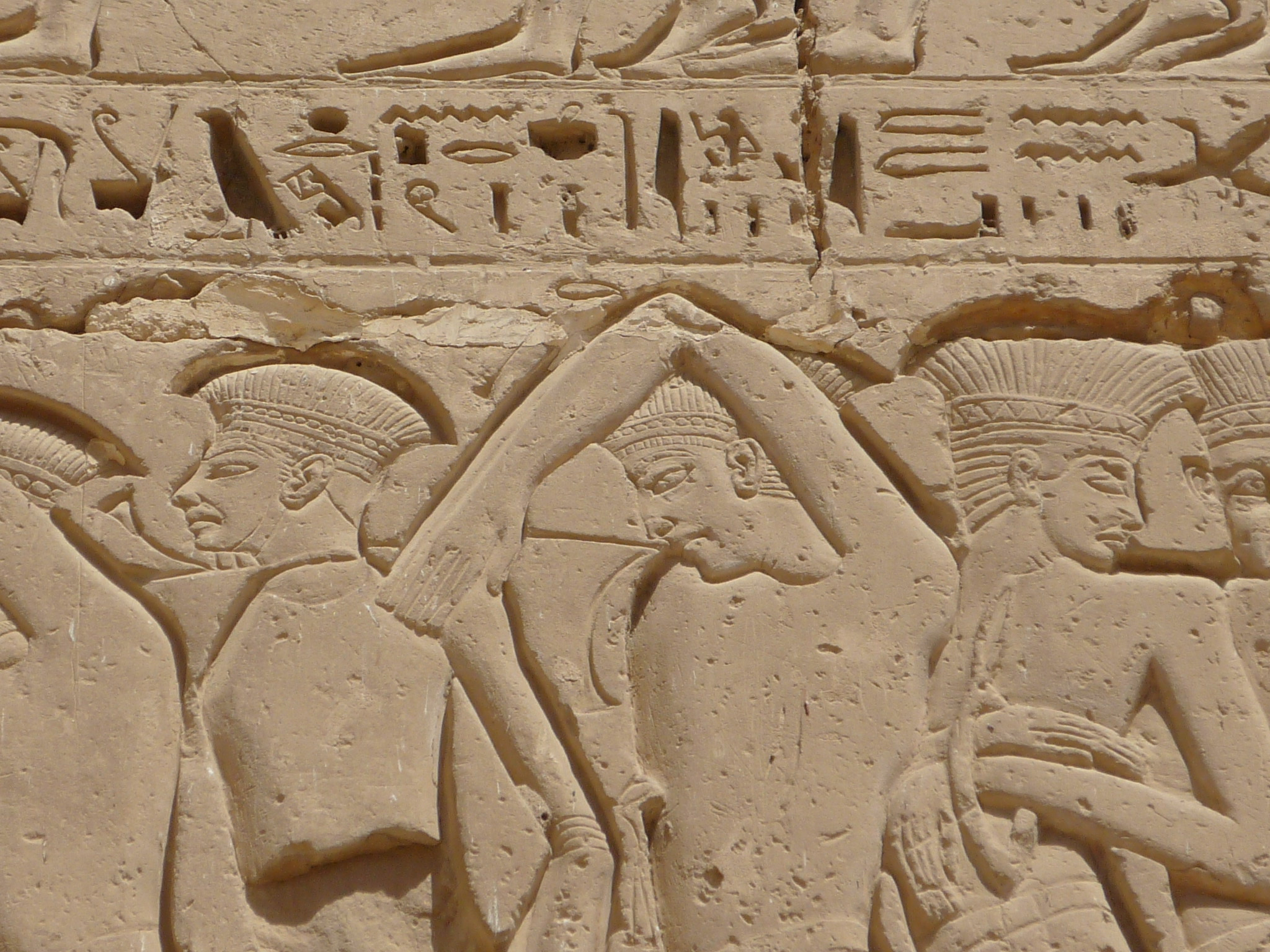
رژه‌ی اسیران فلیسطی در مدینت حابو در مصر. پلست‌ها، اسیران مصری‌ها، از یک نقش برجسته‌ی گرافیکی در مدینت حابو، حدود سال‌های ۱۱۸۵-۱۱۵۲ قبل از میلاد، در زمان حکومت رامسس سوم.

## کتابشناسی
- Meyers, Eric M. (1997). The Oxford Encyclopedia of Archaeology in the Near East: Volume 4. Oxford, United Kingdom: Oxford University Press. ISBN 0-19-506512-3.